# Reithrodontomys rodriguezi
Reithrodontomys rodriguezi är en däggdjursart som beskrevs av Candice M. Goodwin 1943. Reithrodontomys rodriguezi ingår i släktet skördemöss, och familjen hamsterartade gnagare. IUCN kategoriserar arten globalt som livskraftig. Inga underarter finns listade i Catalogue of Life.
Denna gnagare blir 65 till 85 mm lång (huvud och bål), har en 110 till 127 mm lång svans och väger cirka 15 g. Bakfötterna är 21 till 22 mm långa och öronen är 15 till 17 mm stora. Djuret har rödbrun päls på ovansidan med flera svarta punkter, sidorna är mer orange och buken är vit. På de mörka öronen förekommer några hår och morrhåren är långa och tjocka. Reithrodontomys rodriguezi har svartaktiga hår på fötternas ovansida och vita tår. Hela svansen har en mörk färg.
Arten förekommer i centrala Costa Rica. Den vistas i bergstrakter mellan 1500 och 3400 meter över havet. Habitatet utgörs av fuktiga bergsskogar och angränsande landskap.
Reithrodontomys rodriguezi går på marken och klättrar i skogens undervegetation. Den äter bland annat nektar från blommor tillhörande släktet Blakea.